# Дитер I Кемерер фон Вормс
Дитер I Кемерер фон Вормс (на немски: Dieter I Kämmerer von Worms; † 23 юли 1371) е благородник от рицарската фамилия „Кемерер фон Вормс“.
Той е син (от десетте деца) на рицар Йохан III Кемерер фон Вормс, наричан фон Валдек († 1350), господар на имението Валдек и на замък Далберг, и съпругата му Юлиана Боос фон Валдек († сл. 1334), дъщеря на Винанд III фон Валдек († 1300) и Юта фон Шпигелберг († 1282). Внук е на Герхард Камерариус († 8 януари 1297) и Мехтилд Фукс фон Рюдесхайм († 4 юни 1319), дъщеря на Гизелберт Фукс фон Рюдесхайм. Правнук е на Герардус фон Рюдесхайм († 1241/1251) и Беатрикс фон Рандек, дъщеря на Алберт фон Рандек. Баща му се жени втори път за Фурдерер фон Енцберг.
Брат е на Винанд Кемерер фон Вормс-Валдек († 2 март 1365), барон фон Кемерер-Валдек, женен 1330 г. за Демудис фон Бехтолсхайм († 29 май 1348) или за Гуда фон Вайнсберг († 1319).

## Фамилия
Дитер I Кемерер фон Вормс се жени сл. 1334 г. за Катарина фон Шарфенщайн († 8 юли 1351), дъщеря на Клаус/Клаз фон Шарфенщайн и Неза Залман цум Зилберберг. Те имат две деца:
- Дитер II Кемерер фон Вормс († 23 септември 1398), кмет на град Вормс (1387 г.), женен пр. 2 юни 1385 г. за Гуда Ландшад фон Щайнах († 16 септември 1403), дъщеря на Конрад I Ландшад фон Щайнах († 1377) и Маргарета фон Хиршхорн († 1393). Родители на:
  - Катарина Кемерер фон Вормс († пр. 22 юни 1422), омъжена пр. 22 юни 1404 г. за Фридрих III фон Флекенщайн, господар на Дагщул, Байнхайм и Маденбург, шериф на Долен Елзас († 2 юли 1431, в битка при Булгневил)
  - Елизабет Кемерер фон Вормс († 1452), омъжена за Улрих II фон Бикенбах, господар на Клингенберг († 4 юни 1461), син на Конрад V фон Бикенбах († 1393) и Маргарета фон Вайлнау († 1390)
  - Дитер IV Кемерер фон Вормс (* ок. 1385; † 12 март 1458 или 12 март 1453), женен три пъти.[4]
- Катарина Кемерер фон Вормс, омъжена пр. 2 юни 1385 г. за Контц (Дитер?) Ландшад фон Щайнах пр. 2 юни 1385 г. за Контц (Дитер?) Ландшад фон Щайнах